# 福岡出入國在留管理局那霸支局
福岡出入國在留管理局那霸支局（日语：／ Fukuoka shutsunyūkoku zairyū kanrikyoku Naha shikyoku */?）是一位於沖繩縣那霸市的法務省地方支分部局，編制上為福岡出入國在留管理局的支局。根據《出入國管理與難民認定法》的相關規定，該局主管的行政事務包含外國人入出國境事務、滯留、違反手續與難民相關事務的調查。
該局前身為琉球政府法務局出入管理廳。

## 組織架構
- 福岡出入國在留管理局那霸支局長（官職・入國審查官）
  - 次長（官職・入國審查官）
  - 總務課
  - 首席審查官（官職・入國審查官）
    - （審查部門）

  - 首席入國警備官（官職・入國警備官）
    - （警備部門）

## 下轄出張所
- 那霸機場出張所
- 石垣港出張所
- 嘉手納出張所
- 宮古島出張所

## 外部連結
- 入国管理局ホームページ （页面存档备份，存于）
- 自動化ゲートの運用について（お知らせ） （页面存档备份，存于） 法務省入国管理局